# Амбруа де Неваш, Луиджи дез
Луиджи дез Амбруа де Неваш (итал. Luigi Des Ambrois de Névache; 30 октября 1807, Улькс, Франция, — 4 декабря 1874, Рим, Италия) — итальянский юрист и политик.
С 1834 года был помощником королевского прокурора Сардинского королевства. В 1840-х годах вместе с Чезаре Альфьери де Состеньо и Джачинто Боррелли составил конституцию Сардинского королевства, утверждённую королём Карлом-Альбертом в 1848 году и ставшую в дальнейшем основой конституции единой Италии. Несколькими месяцами позже участвовал в Австро-сардинской войне и, в частности, в сражении при Кустоце; после поражения сардинцев на непродолжительное время отошёл от общественной жизни.
После отречения Карла-Альберта дез Амбруа в 1849 году становится советником нового короля Виктора Эммануила II и в течение последующих 25 лет постоянно занимает значительные посты в государстве: он неоднократно был депутатом парламента, министром, в 1859 году был назначен послом во Францию. Среди значительных заслуг дез Амбруа в этот период — лоббирование проекта по строительству Мон-Сенисского туннеля.
Своего пика политическая карьера дез Амбруа достигла уже в объединённой Италии: 15 ноября 1874 года он был избран председателем итальянского парламента, однако умер менее чем через месяц.